# Metropolia Quebecu
Metropolia Quebecu – metropolia Kościoła rzymskokatolickiego we wschodniej Kanadzie w prowincji Quebec. Obejmuje metropolitalną archidiecezję Quebecu i trzy diecezje. Została ustanowiona 12 stycznia 1819. Jest najstarszą metropolią kanadyjską. Metropolita Quebecu jest jednocześnie prymasem Kanady.
W skład metropolii wchodzą:
- Archidiecezja Quebecu
- Diecezja Chicoutimi
- Diecezja Sainte-Anne-de-la-Pocatière
- Diecezja Trois Rivières